# Frente Unida Nacional do Kampuchea
A Front uni national du Kampuchéa, também chamada Front uni national khmer (Frente Unida Nacional Khmer), comumente chamada pelo seu acrônimo francês FUNK, foi uma organização formada pelo rei deposto do Camboja, Norodom Sihanouk em 1970, enquanto ele estava no exílio em Pequim.

## História
A Frente era suposta ser uma organização guarda-chuva das forças que se opunham a tomada do poder por Lon Nol; no entanto, os guerrilheiros do Partido Comunista do Kampuchea / Khmer Vermelho formaram a força militar básica da Frente. Além dos comunistas, havia duas facções distintas que participavam da insurreição: os monarquistas pró-Sihanouk (Khmer Rumdo), que nunca detiveram o poder real na Frente, e em segundo lugar, os quadros pró-vietnamita do Khmer Issarak.
Os territórios controlados pela guerrilha foram nominalmente liderados pelo Governo Real da União Nacional do Kampuchea (GRUNK). O governo foi baseado em Pequim. Sihanouk permaneceu chefe de Estado nesse governo, Penn Nouth foi o primeiro-ministro e Khieu Samphan o vice-primeiro ministro, ministro da Defesa e comandante-em-chefe das forças do GRUNK.  A possibilidade de explorar a tradicional adesão das massas camponesas aos monarcas do Camboja ajudou bastante o Khmer Vermelho a recrutar membros para a Frente. Tanto a China, a URSS e o Vietnã apoiaram o 'Governo Real', enquanto os vietnamitas mantinham uma postura mais pró-Sihanouk visto que o Khmer Vermelho passou a consolidar as suas posições em 1971.  O rei deposto permaneceu uma figura decorativa da Frente e chefe nominal do estado até a vitória do Khmer Vermelho sobre Lon Nol em 1975.